# Dirty Dancing (musikal)
Dirty Dancing är en musikal som bygger på filmen med samma namn. Den sattes upp 2004 i Australien och sedan även spelats i London.